# Xvédino
Xvédino (en rus: Шведино) és un poble del krai de Stàvropol, a Rússia, que el 2017 tenia 1.757 habitants. Pertany al districte rural de Petrovski.